# Pioneerplade
En pioneerplade er en guld-anodiseret aluminium-plade med symboliserede objekter, hvoraf to blev anbragt ombord på  Pioneer 10- og Pioneer 11-rumfartøjerne fra hhv. 1972 og 1973, i tilfælde af enten Pioneer 10 eller 11 bliver opfanget af udenjordisk liv. Pladen viser en nøgen mand og kvinde samt adskillige symboler, der er udformet sådan, at de giver oplysninger om rumfartøjernes oprindelse.
Pioneer-rumfartøjerne var de første menneskeskabte genstande der forlod solsystemet. Pladerne blev fastgjort til støtteafstivningen til rumfartøjernes radioantenner på en sådan måde, at de beskyttes mod nedbrydning gennem kosmisk støv.
Voyager Golden Record, en langt mere kompleks og detaljeret besked, som benyttede den tids mest avancerede medium, var anbragt på Voyagerrumsonderne, der afsendtes i 1977.